# Tiofen
Tiofenul, de asemenea cunoscut și sub denumirea de tiofuran, este un compus heterociclic cu formula chimică C4H4S. Este format dintr-un nucleu aromatic compus din cinci atomi, patru de carbon și unul de sulf, iar pe lângă alți patru atomi de hidrogen. Tiofenul stă la baza compușilor benzotiofen și dibenzotiofen, care conțin inelul de tiofen combinat cu unul, respectiv două nuclee benzenice. Printre compușii analogi tiofenului se numără furanul (C4H4O) și pirolul (C4H4N).